# Добри терориста
„Добри терориста“ (енгл. The Good Terrorist) је роман британске књижевнице, добитнице Нобелове награде за књижевност, Дорис Лесинг. Радња овог романа, који је објављен 1985, смештена је у Лондону и говори о добронамерној сквотерки Алис Мелингс (енгл. Alice Mellings), која бива увучена у организовање насилних догађаја.
Роман је ушао у ужи избор за британску награду „Букер“, а добитник је награде „В. Х. Смит“ (енгл. WH Smith Literary Award), као и италијанске награде „Мондело“ (енгл. Premio Mondello).